# Tim Henman
Timothy Henry Henman (* 6. September 1974 in Oxford), meist Tim Henman genannt, ist ein ehemaliger britischer Tennisspieler, der im Rahmen der ATP-Seniortour noch an Einladungsturnieren teilnimmt.

## Karriere
Seine größten Erfolge feierte Henman mit guten Ergebnissen, unter anderem mehreren Halbfinalteilnahmen, beim heimischen Turnier in Wimbledon. Ein Sieg gelang ihm dort jedoch nicht. Seine Rolle als Local Hero verschaffte ihm aber eine beachtliche Popularität. Vor dem Court No. 1 auf dem Gelände in Wimbledon liegt der nach ihm benannte Henman Hill, der als Rastplatz und zudem als Gelände genutzt wird, um sich die wichtigen Spiele des Turniers auf einer Großleinwand anzusehen. Angesichts des anhaltenden Erfolgs des Schotten Andy Murray wurde dieser jedoch in Murray Mountain umbenannt. Außerdem erreichte Henman bei den French Open und bei den US Open jeweils das Halbfinale.
Der Rechtshänder spielt eine einhändige Rückhand und bevorzugt die Spielvariante Serve & Volley. Henman konnte im Verlauf seiner Karriere elf Turniere auf der ATP Tour gewinnen, davon acht auf Hartplatz und drei auf Teppich. Seine beste Weltranglistenposition erreicht er im Juli 2002 mit Platz 4.
Seine größten Erfolge bei Grand-Slam-Turnieren waren der Halbfinaleinzug bei den French Open 2004 (Niederlage gegen Guillermo Coria mit 6:3, 4:6, 0:6, 5:7), der viermalige Halbfinaleinzug in Wimbledon 1998 (Niederlage gegen Pete Sampras mit 3:6, 6:4, 5:7, 3:6), 1999 (Niederlage gegen Pete Sampras mit 6:3, 4:6, 3:6, 4:6), 2001 (Niederlage gegen Goran Ivanišević mit 5:7, 7:6, 6:0, 6:7, 3:6) und 2002 (Niederlage gegen Lleyton Hewitt mit 5:7, 1:6, 5:7) und das Erreichen des Halbfinals bei den US Open 2004 (Niederlage gegen Roger Federer mit 3:6, 4:6, 4:6). 1996 gewann er bei den Olympischen Spielen im Doppel zusammen mit Neil Broad die Silbermedaille.
Tim Henman kündigte im August 2007 seinen Rücktritt für September 2007 an. Seinen letzten Auftritt hatte er in Wimbledon bei einer Davis-Cup-Begegnung.

## Privat
Tim Henman wohnt mit seiner Frau Lucy in London, das Paar hat drei Töchter.

## Erfolge
| Legende                           |
| Grand Slam                        |
| Tennis Masters Cup                |
| ATP Masters Series (3)            |
| ATP International Series Gold (2) |
| ATP International Series (10)     |
| ATP Challenger Tour (5)           |

### Einzel

#### Turniersiege

##### ATP Tour
| Nr. | Datum              | Turnier         | Belag         | Finalgegner         | Ergebnis           |
| --- | ------------------ | --------------- | ------------- | ------------------- | ------------------ |
| 1.  | 6. Januar 1997     | Sydney          | Hartplatz     | Carlos Moyá         | 6:3, 6:1           |
| 2.  | 8. September 1997  | Taschkent (1)   | Hartplatz     | Marc Rosset         | 7:6, 6:4           |
| 3.  | 14. September 1998 | Taschkent (2)   | Hartplatz     | Jewgeni Kafelnikow  | 7:5, 6:4           |
| 4.  | 5. Oktober 1998    | Basel (1)       | Hartplatz (i) | Andre Agassi        | 6:4, 6:3, 3:6, 6:4 |
| 5.  | 9. Oktober 2000    | Wien            | Hartplatz (i) | Tommy Haas          | 6:4, 6:4, 6:4      |
| 6.  | 20. November 2000  | Brighton        | Hartplatz (i) | Dominik Hrbatý      | 6:2, 6:2           |
| 7.  | 12. Februar 2001   | Kopenhagen      | Hartplatz (i) | Andreas Vinciguerra | 6:3, 6:4           |
| 8.  | 22. Oktober 2001   | Basel (2)       | Teppich (i)   | Roger Federer       | 6:3, 6:4, 6:2      |
| 9.  | 6. Januar 2002     | Adelaide        | Hartplatz     | Mark Philippoussis  | 6:4, 6:7, 6:3      |
| 10. | 28. Juli 2003      | Washington D.C. | Hartplatz     | Fernando González   | 6:3, 6:4           |
| 11. | 27. Oktober 2003   | Paris           | Teppich (i)   | Andrei Pavel        | 6:2, 7:6, 7:6      |

##### Challenger Tour
| Nr. | Datum             | Turnier    | Belag     | Finalgegner         | Ergebnis      |
| --- | ----------------- | ---------- | --------- | ------------------- | ------------- |
| 1.  | 29. Oktober 1995  | Seoul      | Sand      | Vincenzo Santopadre | 6:2, 4:6, 6:4 |
| 2.  | 19. November 1995 | La Réunion | Hartplatz | Patrick Baur        | 1:6, 6:3, 7:6 |

#### Finalteilnahmen
| Nr. | Datum             | Turnier      | Belag         | Finalgegner        | Ergebnis                |
| --- | ----------------- | ------------ | ------------- | ------------------ | ----------------------- |
| 1.  | 30. Dezember 1996 | Doha         | Hartplatz     | Jim Courier        | 5:7, 7:6, 2:6           |
| 2.  | 17. Februar 1996  | Antwerpen    | Hartplatz (i) | Marc Rosset        | 2:6, 5:7, 4:6           |
| 3.  | 12. Januar 1998   | Sydney       | Hartplatz     | Karol Kučera       | 5:7, 4:6                |
| 4.  | 27. Juli 1998     | Los Angeles  | Hartplatz     | Andre Agassi       | 4:6, 4:6                |
| 5.  | 4. Januar 1999    | Doha         | Hartplatz     | Rainer Schüttler   | 4:6, 7:5, 1:6           |
| 6.  | 15. Februar 1999  | Rotterdam    | Teppich (i)   | Jewgeni Kafelnikow | 2:6. 6:7                |
| 7.  | 7. Juni 1999      | Queen’s Club | Rasen         | Pete Sampras       | 7:6, 4:6, 6:7           |
| 8.  | 4. Oktober 1999   | Basel        | Teppich (i)   | Karol Kučera       | 4:6, 6:7, 6:4, 6:4, 6:7 |
| 9.  | 14. Februar 2000  | Rotterdam    | Hartplatz (i) | Cédric Pioline     | 7:6, 4:6, 6:7           |
| 10. | 6. März 2000      | Scottsdale   | Hartplatz     | Lleyton Hewitt     | 4:6, 6:7                |
| 11. | 7. August 2000    | Cincinnati   | Hartplatz     | Thomas Enqvist     | 6:7, 4:6                |
| 12. | 11. Juni 2001     | Queen’s Club | Rasen         | Lleyton Hewitt     | 6:7, 6:7                |
| 13. | 18. Februar 2002  | Rotterdam    | Hartplatz (i) | Nicolas Escudé     | 6:3, 6:7, 4:6           |
| 14. | 11. März 2002     | Indian Wells | Hartplatz     | Lleyton Hewitt     | 1:6, 2:6                |
| 15. | 10. Juni 2002     | Queen’s Club | Rasen         | Lleyton Hewitt     | 6:4, 1:6, 4:6           |
| 16. | 8. März 2004      | Indian Wells | Hartplatz     | Roger Federer      | 3:6, 3:6                |
| 17. | 2. Oktober 2006   | Tokio        | Hartplatz     | Roger Federer      | 3:6, 3:6                |

### Doppel

#### Turniersiege

##### ATP Tour
| Nr. | Datum            | Turnier     | Belag       | Partner          | Finalgegner                   | Ergebnis      |
| --- | ---------------- | ----------- | ----------- | ---------------- | ----------------------------- | ------------- |
| 1.  | 5. Oktober 1997  | Basel       | Teppich (i) | Marc Rosset      | Karsten Braasch Jim Grabb     | 7:6, 6:7, 7:6 |
| 2.  | 28. Februar 1999 | London      | Teppich (i) | Greg Rusedski    | Byron Black Wayne Ferreira    | 6:3, 7:66     |
| 3.  | 25. April 1999   | Monte Carlo | Sand        | Olivier Delaître | Jiří Novák David Rikl         | 6:2, 6:3      |
| 4.  | 25. April 2004   | Monte Carlo | Sand        | Nenad Zimonjić   | Gastón Etlis Martín Rodríguez | 7:5, 6:2      |

##### Challenger Tour
| Nr. | Datum              | Turnier    | Belag     | Partner           | Finalgegner                         | Ergebnis |
| --- | ------------------ | ---------- | --------- | ----------------- | ----------------------------------- | -------- |
| 1.  | 23. Juli 1995      | Manchester | Rasen     | Mark Petchey      | Massimo Bertolini Diego Nargiso     | 6:3, 6:4 |
| 2.  | 10. September 1995 | Azoren     | Hartplatz | Christian Saceanu | Nuno Marques Chris Wilkinson        | 6:2, 6:2 |
| 3.  | 29. Oktober 1995   | Seoul      | Sand      | Andrew Richardson | Filippo Messori Vincenzo Santopadre | 6:2, 6:1 |

#### Finalteilnahmen
| Nr. | Datum            | Turnier   | Belag         | Partner            | Finalgegner                       | Ergebnis      |
| --- | ---------------- | --------- | ------------- | ------------------ | --------------------------------- | ------------- |
| 1.  | 23. Juli 1996    | Atlanta   | Hartplatz     | Neil Broad         | Todd Woodbridge Mark Woodforde    | 4:6, 4:6, 2:6 |
| 2.  | 20. Februar 2000 | Rotterdam | Hartplatz (i) | Jewgeni Kafelnikow | David Adams John-Laffnie de Jager | 7:5, 2:6, 3:6 |

## Abschneiden bei Grand-Slam-Turnieren
| Turnier                              | 1992 | 1993 | 1994 | 1995 | 1996 | 1997 | 1998 | 1999 | 2000 | 2001 | 2002 | 2003 | 2004 | 2005 | 2006 | 2007 |
| ------------------------------------ | ---- | ---- | ---- | ---- | ---- | ---- | ---- | ---- | ---- | ---- | ---- | ---- | ---- | ---- | ---- | ---- |
| Australian Open                      | -    | -    | -    | -    | 2    | 3    | 1    | 3    | AF   | AF   | AF   | -    | 3    | 3    | 1    | -    |
| French Open                          | -    | -    | -    | -    | 1    | 1    | 1    | 3    | 3    | 3    | 2    | 3    | HF   | 2    | 2    | 1    |
| Wimbledon                            | -    | -    | 1    | 2    | VF   | VF   | HF   | HF   | AF   | HF   | HF   | VF   | VF   | 2    | 2    | 2    |
| US Open                              | -    | -    | -    | 2    | AF   | 2    | AF   | 1    | 3    | 3    | 3    | 1    | HF   | 1    | 2    | 2    |
| Weltranglistenposition am Jahresende |      |      |      |      |      |      |      |      |      |      |      |      |      |      |      |      |
| Einzel                               | 778  | 372  | 167  | 95   | 29   | 17   | 7    | 12   | 10   | 9    | 8    | 15   | 6    | 36   | 39   | 292  |